# Carminatiu
Un carminatiu és una substància medicinal d'acció antiespasmòdica, que afavoreix l'expulsió de gasos que es formen al tub digestiu, especialment a l'intestí. L'excés de gasos s'anomena mèdicament meteorisme i pot produir sensació d'abdomen inflamat i espasmes.

## Etimologia
El mot carminatiu deriva de carminar que vol dir expel·lir del cos. En fa menció Guy de Cauliach, a Inventari o Collectori de Medecina: "Aço fan les pocions... aidants a carminar" al llibre 3, capítol 2, "Carminant les ventositats" ibid., llibre 6, capítol 7.

## Fàrmacs carminatius
Els dos principis actius carminatius més importants que s'utilitzen per a reduir els gasos són la simeticona i la dimeticona. Els dos són tensioactius i aquest efecte s'aconsegueix des de la síntesi del dimetilpolisiloxà. La simeticona té un una molècula de diòxid de silici més, però ambdós químicament són polímers linears de siloxans metilats.

### Mecanisme d'acció
- Dispersen i prevenen la formació de bombolles de gasos envoltades de mucositats.
- Redueixen la tensió superficial de les bombolles.

### Plantes carminatives

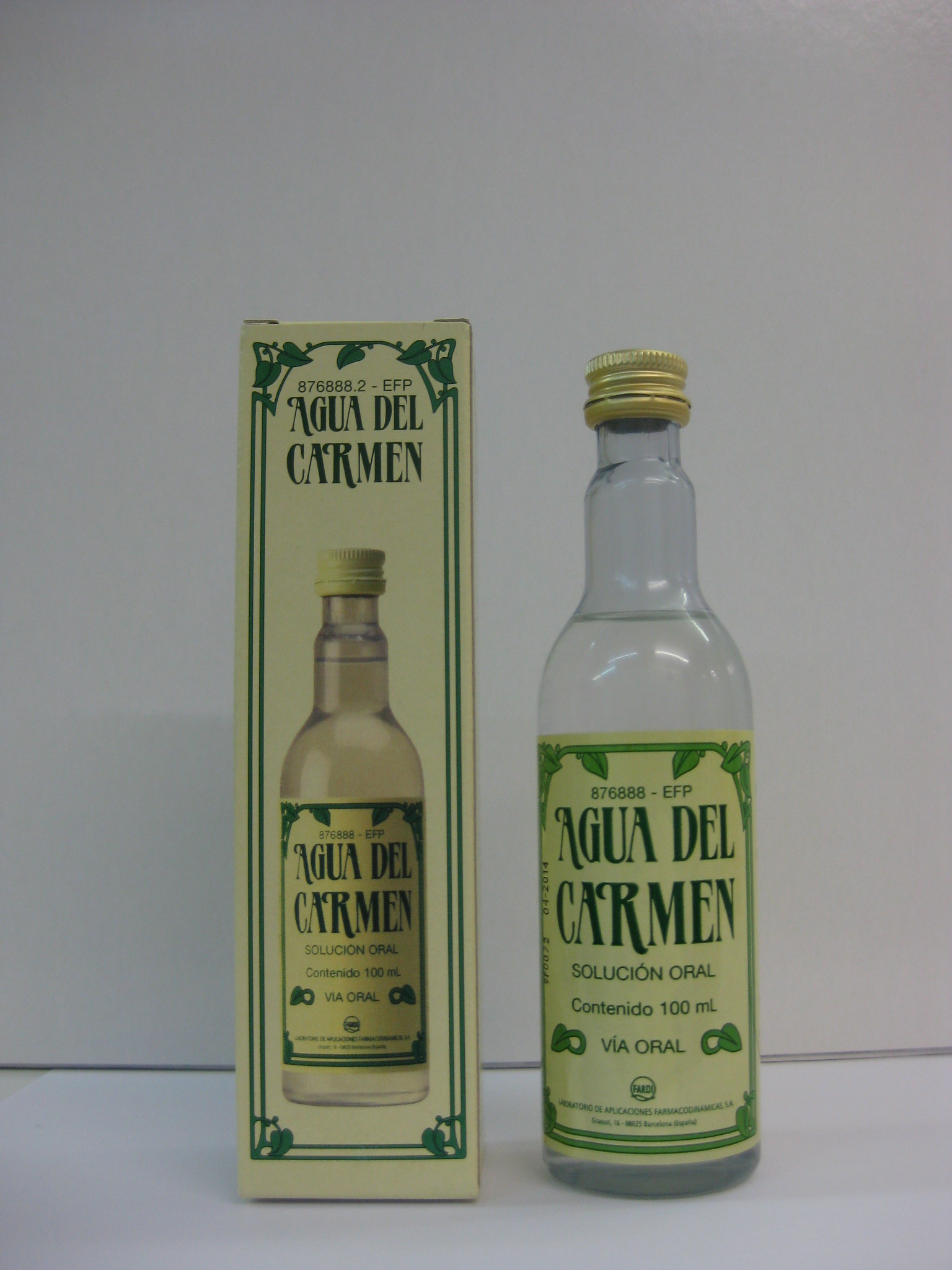
Agua del Carmen®, preparat medicinal a base de plantes i utilitzat com a carminatiu.

Antigament molt utilitzada, l'Agua del Carmen® és un preparat medicinal a base de plantes que té propietats carminatives entre d'altres. Hi ha força plantes que poden usar-se com a carminatius. Entre elles trobem:
- L'alfàbrega
- L'anet
- L'anís
- L'assafètida
- El càlam
- La camamilla
- El cardamom
- La ceba
- El comí
- El coriandre
- El donzell
- La farigola
- El fonoll
- El gingebre
- El marduix
- La melissa
- La menta
- La nou moscada
- L'orenga
- El poliol